# La Léchère
Ne doit pas être confondu avec Leschère.
La Léchère est une commune française située dans le département de la Savoie, en région Auvergne-Rhône-Alpes.
Une fusion de communes a lieu le 30 juin 1972 à la suite de laquelle les communes de Celliers, Doucy, Pussy, Notre-Dame-de-Briançon, Petit-Cœur et Nâves sont regroupées dans une seule et même entité. Le 1er janvier 2019, Bonneval et Feissons-sur-Isère intègrent La Léchère qui devient une commune nouvelle.

## Géographie

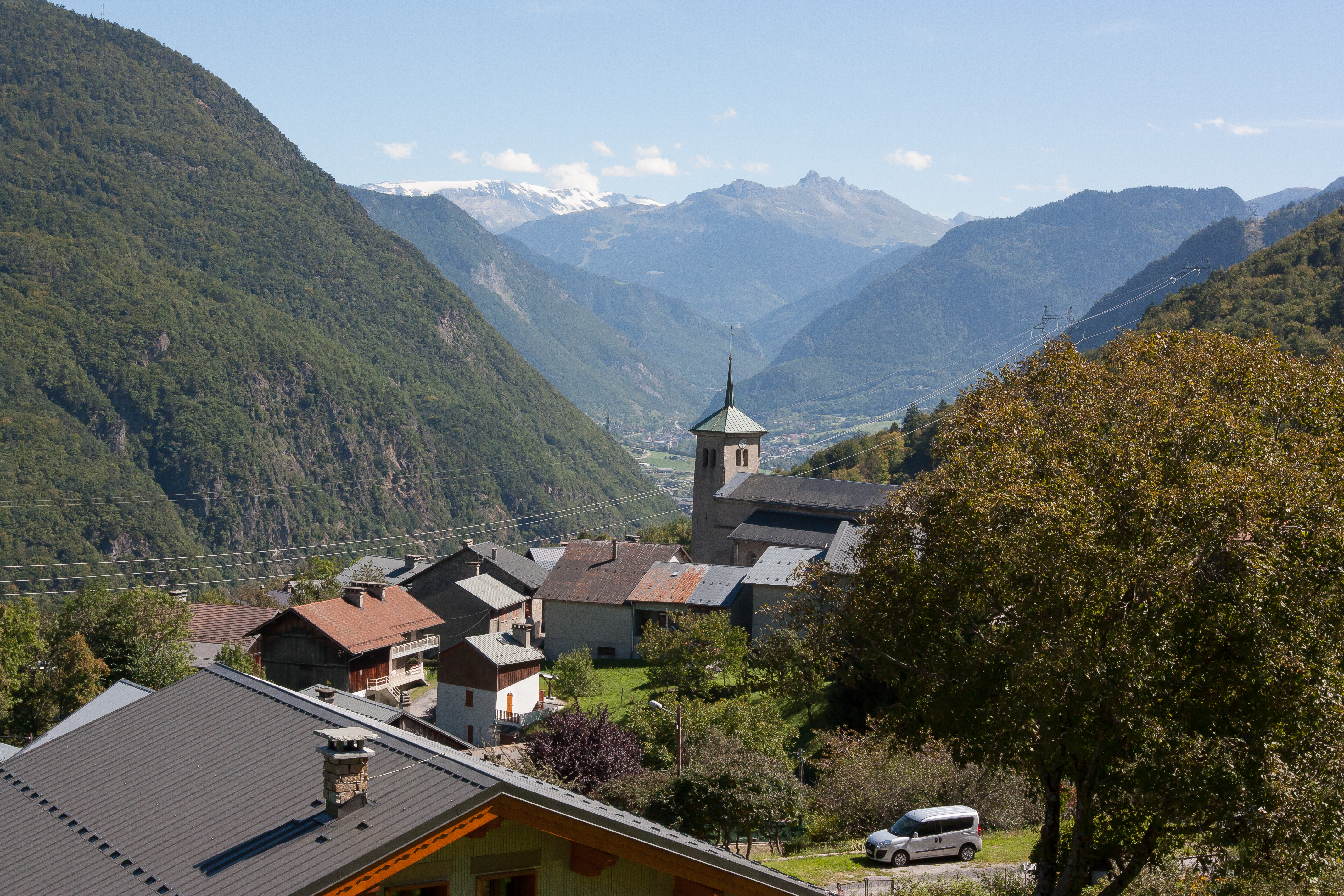
Vue du village de Pussy et de la vallée de la Tarentaise.

La commune s'étire sur les deux versants de la vallée. Située en moyenne Tarentaise, le territoire (1755 hectares) atteint l'Isère en aval de Notre-Dame-de-Briançon et le ruisseau de Feissonnet et va jusqu’aux crêtes du Grand pic de la Lauzière (2 829 m) et rejoint le col de la Madeleine à 1 993 mètres.
Par beau temps clair, outre le massif du Mont Blanc, on peut apercevoir le Grand Combin en Suisse, le versant Italien du Cervin, ainsi que le Mont Rose.
Les limites avec Rognaix ne suivent pas les crêtes et, en particulier de Feissonnet-aux-Îles, ne laissent que l'étroite bande de terre entre la rivière et l'escarpement dominant la vallée.
C'est une commune très boisée surtout dans sa partie inférieure. C'est particulièrement le cas de la vallée de la Glaize connue pour son peuplement en lynx, arrivant depuis la Maurienne, et de chamois se déplaçant facilement du Beaufortain à la Tarentaise par le col du Beaufortain au pied du Grand Mont.
La Léchère est l'une des premières localités de la Moyenne Tarentaise[réf. nécessaire]. Elle est située à six kilomètres de Moûtiers et à 22 kilomètres d'Albertville.
La commune contribue activement à la production du fromage AOC le beaufort, dont une grande partie du lait est transformé à la coopérative laitière de Moutiers[réf. nécessaire].
À Notre-Dame-de-Briançon se trouve le verrou glaciaire le plus imposant de toute la vallée, dans l'ombre des ruines du château de Briançon bâti et administré par la famille du vicomte de Briançon pendant plusieurs siècles. C'était un endroit de passage obligé facilement contrôlable de par son étroitesse. Le château, réputé imprenable car érigé sur un impressionnant éperon rocheux, fut finalement vaincu par l'alliance de plusieurs nobles de la région, jaloux de son influence et des recettes découlant du péage imposé au voyageur. Un pont relie les deux rives de cet étroit talweg, les locaux l'appelle « Le Pont Du Diable ».
Cinq hameaux entourent le chef-lieu de Pussy en arc de cercle : le Crey, la Croix, la Cour, Nécuday et la Mouche.

### Climat
Pour des articles plus généraux, voir Climat d'Auvergne-Rhône-Alpes et Climat de la Savoie.
En 2010, le climat de la commune est de type climat de montagne, selon une étude du Centre national de la recherche scientifique s'appuyant sur une série de données couvrant la période 1971-2000. En 2020, Météo-France publie une typologie des climats de la France métropolitaine dans laquelle la commune est exposée à un climat de montagne ou de marges de montagne et est dans la région climatique Alpes du nord, caractérisée par une pluviométrie annuelle de 1 200 à 1 500 mm, irrégulièrement répartie en été.
Pour la période 1971-2000, la température annuelle moyenne est de 10,1 °C, avec une amplitude thermique annuelle de 21,9 °C. Le cumul annuel moyen de précipitations est de 1 252 mm, avec 9,9 jours de précipitations en janvier et 8,9 jours en juillet. Pour la période 1991-2020, la température moyenne annuelle observée sur la station météorologique de Météo-France la plus proche, « Moutiers », sur la commune de Moûtiers à 7 km à vol d'oiseau, est de 11,9 °C et le cumul annuel moyen de précipitations est de 930,4 mm,. Pour l'avenir, les paramètres climatiques de la commune estimés pour 2050 selon différents scénarios d'émission de gaz à effet de serre sont consultables sur un site dédié publié par Météo-France en novembre 2022.

## Urbanisme

### Typologie
Au 1er janvier 2024, La Léchère est catégorisée commune rurale à habitat dispersé, selon la nouvelle grille communale de densité à sept niveaux définie par l'Insee en 2022.
Elle est située hors unité urbaine. Par ailleurs la commune fait partie de l'aire d'attraction de Moûtiers, dont elle est une commune de la couronne,. Cette aire, qui regroupe 7 communes, est catégorisée dans les aires de moins de 50 000 habitants,.

### Voies de communication et transports
La commune est desservie :
- par la route nationale 90 ;
- par les trains TER Auvergne-Rhône-Alpes à la gare de Notre-Dame-de-Briançon ;
- par les autocars TER Auvergne-Rhône-Alpes aux gares d'Aigueblanche, Petit-Cœur-La Léchère-les-Bains et Notre-Dame-de-Briançon.

## Toponymie
La commune de Notre-Dame-de-Briançon devient La Léchère par arrêté préfectoral le 30 juin 1972, à la suite de la fusion avec les autres communes de Celliers, Doucy, Nâves, Petit-Cœur et Pussy.

### La Léchère
Le  toponyme de La Léchère trouverait son origine dans la laîche ou lesche, mot d'origine germanique Liska, qui désigne une plante de la famille des Cyperaceae (roseau des marais),. Le mot serait ensuite passé en latin et ses dérivés pour donner les formes liscaria, léchère et désignant un sol humide où l'on trouve des plantes endogènes,.
En francoprovençal, le nom de la commune s'écrit La Létsîre, selon la graphie de Conflans.

### Celliers

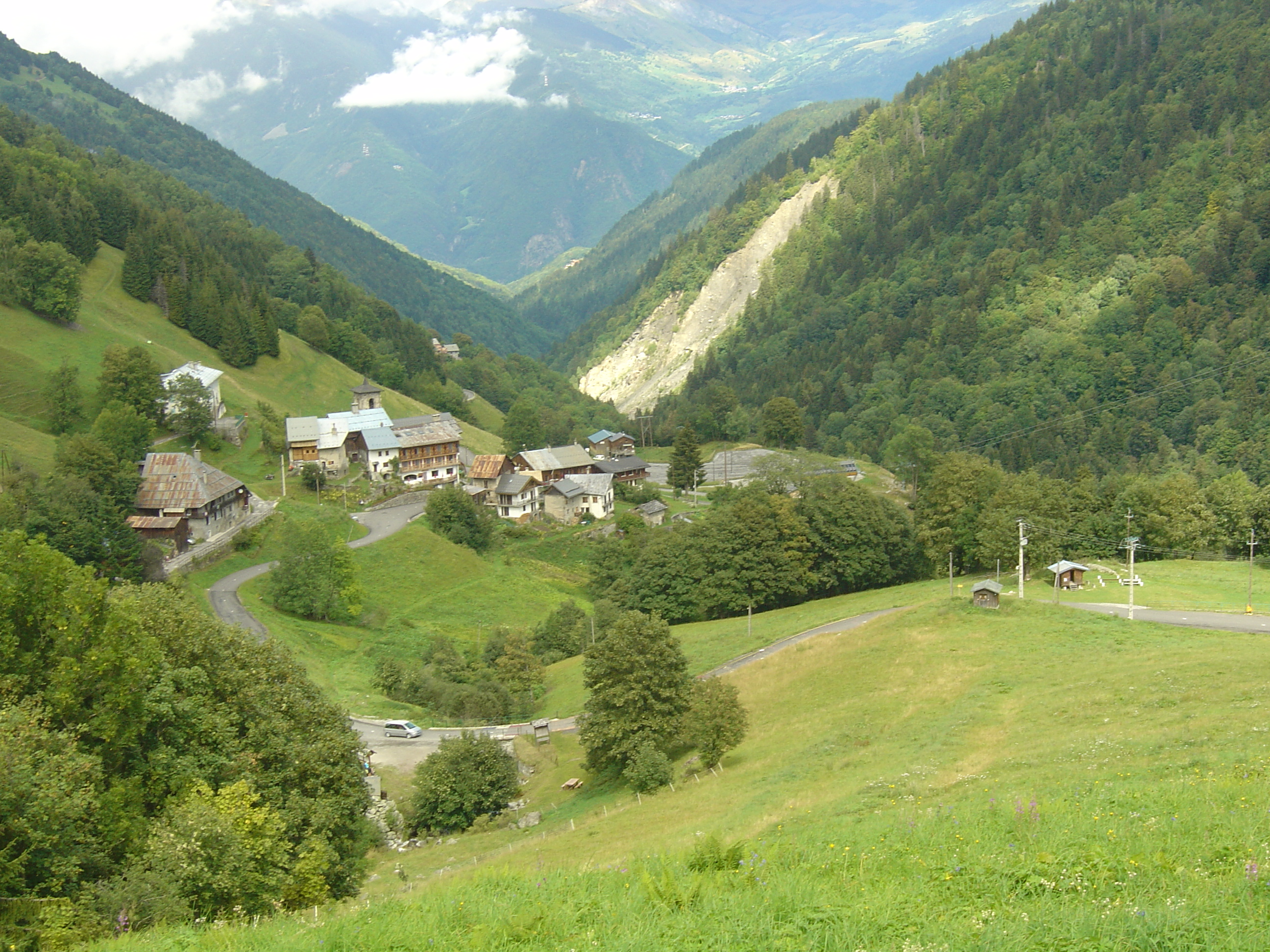
Vue du village de Celliers.

Celliers tire son patronyme de la « cella » latine, désignant une habitation temporaire, une grange, un grenier ou encore un lieu de provisions, désignant également en Savoie la maisonnette se trouvant dans les vignes.

### Doucy
Doucy cherche son origine dans le nom d’un propriétaire romain, Ducius.

### Nâves

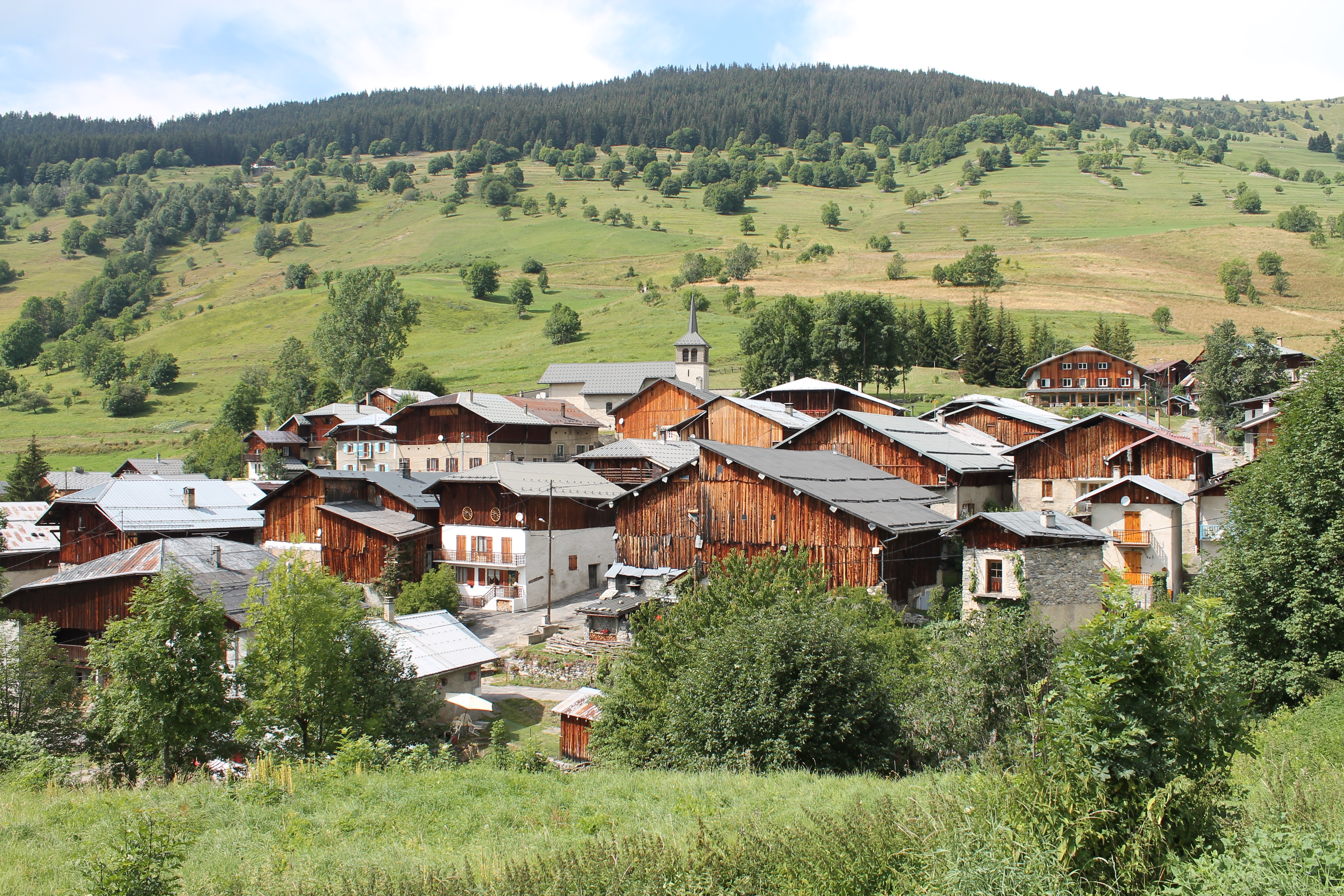
Village de Grand-Nâves (août 2016).

Nava, mot très ancien désignant un plateau habité, ou encore de Nafa qui pourrait désigner un sorcier, forgerait l’étymologie de Nâves.

### Notre-Dame-de-Briançon
Notre-Dame-de-Briançon porte parfois le nom de « Pas de Briançon », dans les anciens documents.
Le bas latin Briga, Brigantione, désignant un lieu habité sur une hauteur, semble à l'origine du nom Briançon
Les TER desservent la commune à la gare de Notre-Dame-de-Briançon.

### Petit-Cœur
L'ancien français cort, cour, court, cuert désigne une ferme ou exploitation agricole. Le toponyme semble dériver du latin médiéval, cortis.
La paroisse s'est appelée Saint-Eusèbe et Saint-Eusèbe-de-Cœur jusqu'à l'invasion des troupes révolutionnaires françaises, où le nom change en 1795 pour Petit-Cœur.

### Pussy
Le toponyme « Pussy » proviendrait d'un ancien domaine gallo-romain *Pusiacum, dérivant du nom *Pusius associé au suffixe -acum.
La première mention de Puisaco date de 1170, puis l'on trouve la forme plus courante de Pusiaco.

## Histoire
Comme paroisse, Pussy existait au XIIe siècle. Lors du partage de 1170, elle fut attribuée au chapitre régulier de Saint-Pierre-de-Moutiers. Après 1605, date d'union des deux chapitres, le nouveau chapitre métropolitain hérita de tous les droits, en particulier de la nomination du curé, « alternativement avec Rome et après concours ».
L'église, dédiée à saint Jean-Baptiste, avait en 1653 une seule nef avec transept et deux tribunes latérales en vis-à-vis. Plus tard, il en resta une seule au-dessus de la grande porte et c'est à proximité qu'on plaça les fonts baptismaux qui, autrefois, étaient près du chœur.
Quinze ans plus tard, l'église fut complètement rebâtie (prix fait 25 mars 1669), selon un plan à trois nefs. Le retable et le tabernacle furent l’œuvre de Jacques Antoine Todesco et Jean Marie Molino (prix fait 11 août 1686). L'incendie d’août 1944 fit disparaître beaucoup de mobilier.
L'église de La Léchère a été bâtie sur un endroit bien plus ancien, certains historiens affirment c'était un lieu de culte païen important à son époque.
Le recensement de 1561 donne 296 bovins, 396 chèvres et 506 moutons.
De part et d’autre de la voie romaine qui sillonne dès 45 av. J.-C. le fond de vallée et enjambe le pont romain de Briançon, ces villages partagent leur quotidien entre agriculture, élevage et commerce. Depuis la fin du XIXe siècle, La Léchère est réputée pour ses eaux thermales soignant particulièrement les jambes (phlébologie).
La tradition raconte qu'après un affaissement de terrain ayant laissé place à un petit lac, les paysans s'y baignaient après une dure journée de labeur aux champs.
Ils découvrirent que ces bains soulageaient leurs articulations ainsi que leurs jambes lourdes. Ainsi est née la légende. Plus tard des scientifiques se penchèrent sur la composition de ses eaux et lui trouvèrent des propriétés médicales. Ainsi était née la station thermale.
L'hôtel dominant la station est un exemple de l'architecture Art déco.
La vallée de La Léchère fut un haut-lieu de la Résistance lors de l'occupation allemande et ceci dès l'hiver 1940-1941. Dans la nuit du 10 au 11 novembre 1942, Auguste Tornier, l'un des chefs de la résistance locale est tué lors d'une opération au monument aux morts d'Aigueblanche. À partir de mars 1943, de nombreux sabotages de voies ferrées et de pylônes ont pour but de freiner la production des usines mises au service de l'Allemagne : Pylône de la Stedda, conduite forcée de Petit Cœur  1er mai 1943), conduite forcée de Notre-Dame-de-Briançon (8 mai), explosion de deux usines (30 novembre). Les Allemands multiplient les incarcérations et les déportations. Le 29 janvier 1944, l'usine de Notre-Dame-de-Briançon est prise par la Résistance et une quarantaine d'Allemands sont faits prisonniers.

De nos jours il n'est pas rare de croiser dans la forêt des plaques commémoratives en hommage à de jeunes résistants fusillés par les nazis. Certains n'étaient encore que de tout jeunes hommes âgés de 18-19 ans.
La commune de Notre-Dame-de-Briançon fusionne avec les communes de Celliers, Doucy, Nâves, Petit-Coeur et Pussy, donnant naissance à La Léchère le 30 juin 1972. Bonneval-en-Tarentaise devait intégrer la commune mais son conseil municipal vota contre ce rapprochement, créant ainsi une enclave dans la commune nouvellement créée.
La commune fusionne avec Bonneval et Feissons-sur-Isère au 1er janvier 2019 pour devenir une commune nouvelle qui garde le nom « La Léchère »,.

### Tendances politiques et résultats

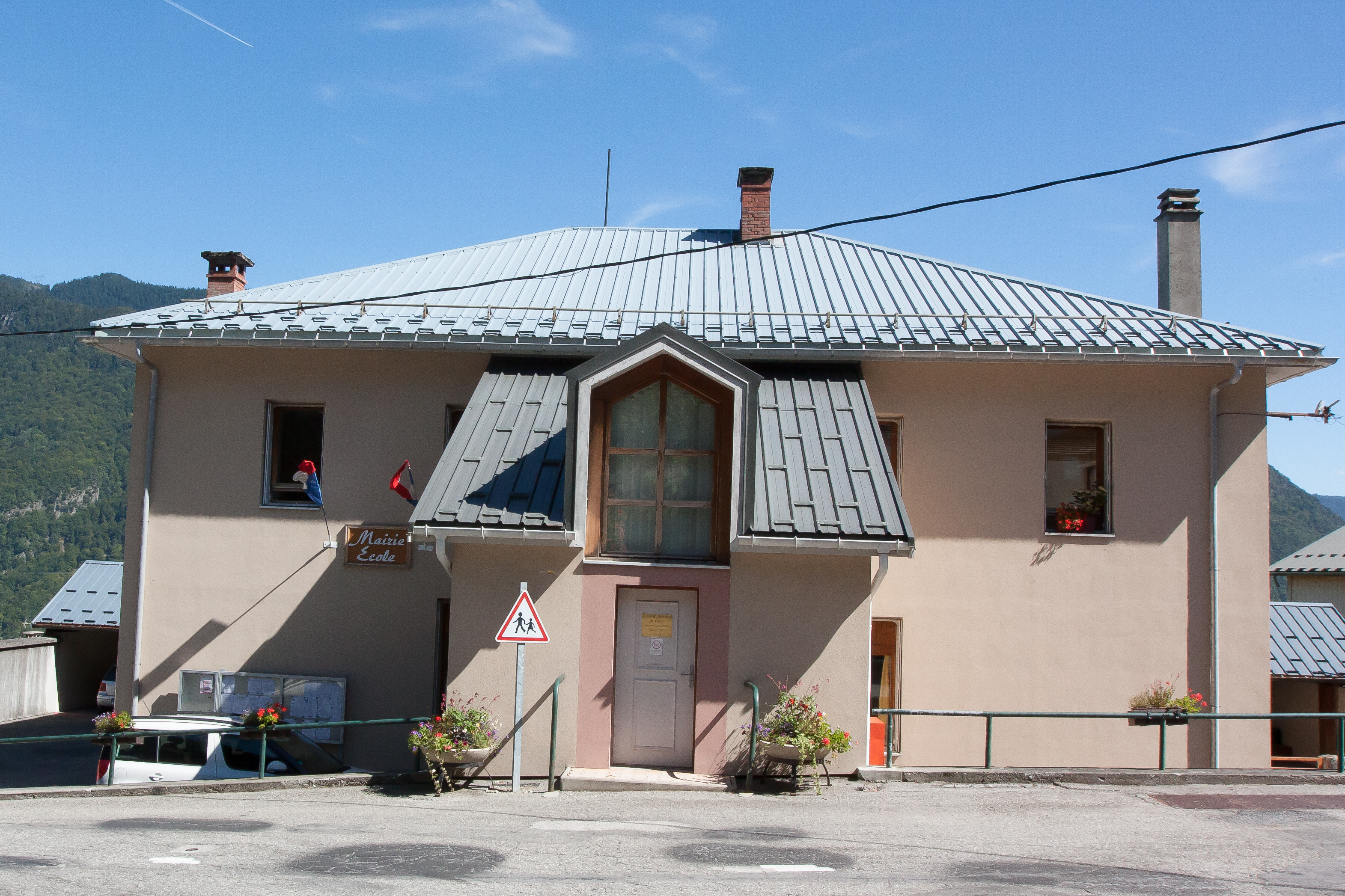
Ancien hôtel de ville de Pussy, actuelle mairie annexe de La Léchère et école de Pussy.

## Politique et administration

### Communes déléguées
| Nom                            | Code Insee | Intercommunalité              | Superficie (km2) | Population (dernière pop. légale) | Densité (hab./km2) |
| ------------------------------ | ---------- | ----------------------------- | ---------------- | --------------------------------- | ------------------ |
| Notre-Dame-de-Briançon (siège) | 73187      |                               | 5,29             | 463 (2016)                        | 88                 |
| Bonneval                       | 73046      | CC des Vallées d'Aigueblanche | 19,58            | 108 (2016)                        | 5,5                |
| Celliers                       | 73060      |                               | 31,98            | 39 (2016)                         | 1,2                |
| Doucy                          | 73102      |                               | 6,78             | 369 (2016)                        | 54                 |
| Feissons-sur-Isère             | 73112      | CC des Vallées d'Aigueblanche | 12,1             | 570 (2016)                        | 47                 |
| Nâves                          | 73185      |                               | 32,69            | 108 (2016)                        | 3,3                |
| Petit-Cœur                     | 73199      |                               | 2,97             | 561 (2016)                        | 189                |
| Pussy                          | 73209      |                               | 17,53            | 325 (2016)                        | 19                 |

### Liste des maires
| Période                                  | Période                      | Identité              | Étiquette | Qualité                                                                                |
| ---------------------------------------- | ---------------------------- | --------------------- | --------- | -------------------------------------------------------------------------------------- |
| Les données manquantes sont à compléter. |                              |                       |           |                                                                                        |
| mars 1989                                | mars 2001                    | René Girod            | PCF app.  |                                                                                        |
| mars 2001                                | mars 2008                    | Claude Michel         | DVD       |                                                                                        |
| mars 2008                                | novembre 2021 (décès)        | Jean-François Rochaix | PCF       | Artisan Vice-président de la CC des Vallées d'Aigueblanche                             |
| 4 février 2022                           | En cours (au 4 février 2022) | M. Dominique Colliard |           | Maire délégué de Pussy Élu lors de l'élection municipale partielle du 30 janvier 2022. |

## Population et société
Ses habitants sont appelés les Lécherains.

### Démographie
L'évolution du nombre d'habitants est connue à travers les recensements de la population effectués dans la commune depuis 1793. Pour les communes de moins de 10 000 habitants, une enquête de recensement portant sur toute la population est réalisée tous les cinq ans, les populations de référence des années intermédiaires étant quant à elles estimées par interpolation ou extrapolation. Pour la commune, le premier recensement exhaustif entrant dans le cadre du nouveau dispositif a été réalisé en 2008.

En 2022, la commune comptait 2 536 habitants, en évolution de +35,98 % par rapport à 2016 (Savoie : +3,63 %, France hors Mayotte : +2,11 %).
| 1793 | 1800 | 1806 | 1822 | 1838 | 1848 | 1858 | 1861 | 1866 |
| ---- | ---- | ---- | ---- | ---- | ---- | ---- | ---- | ---- |
| 205  | 245  | 206  | 222  | 335  | 279  | 218  | 231  | 241  |

| 1872 | 1876 | 1881 | 1886 | 1891 | 1896 | 1901 | 1906 | 1911 |
| ---- | ---- | ---- | ---- | ---- | ---- | ---- | ---- | ---- |
| 217  | 233  | 220  | 229  | 402  | 227  | 444  | 496  | 578  |

| 1921 | 1926 | 1931 | 1936 | 1946 | 1954  | 1962  | 1968 | 1975  |
| ---- | ---- | ---- | ---- | ---- | ----- | ----- | ---- | ----- |
| 548  | 584  | 576  | 528  | 615  | 1 251 | 1 010 | 838  | 2 304 |

| 1982  | 1990  | 1999  | 2006  | 2008  | 2013  | 2018  | 2022  | - |
| ----- | ----- | ----- | ----- | ----- | ----- | ----- | ----- | - |
| 2 092 | 1 936 | 1 774 | 1 889 | 1 922 | 1 844 | 2 634 | 2 536 | - |

### Cultes
Le territoire de la commune de La Léchère fait partie de la paroisse catholique Sainte-Marie-Madeleine d'Aigueblanche qui regroupe seize communautés locales : Aigueblanche, Bellecombe, Doucy, Le Bois, Les Avanchers-Valmorel, Saint-Oyen, Feissons-sur-Isère, Notre-Dame de Briançon, Pussy, Bonneval (Savoie), Celliers, Nâves-Fontaine, Grand-Nâves, Petit-Cœur, Grand-Cœur et Villargerel, dans la doyenné de Moûtiers du diocèse de Chambéry, Maurienne et Tarentaise.

## Économie

### Industrie

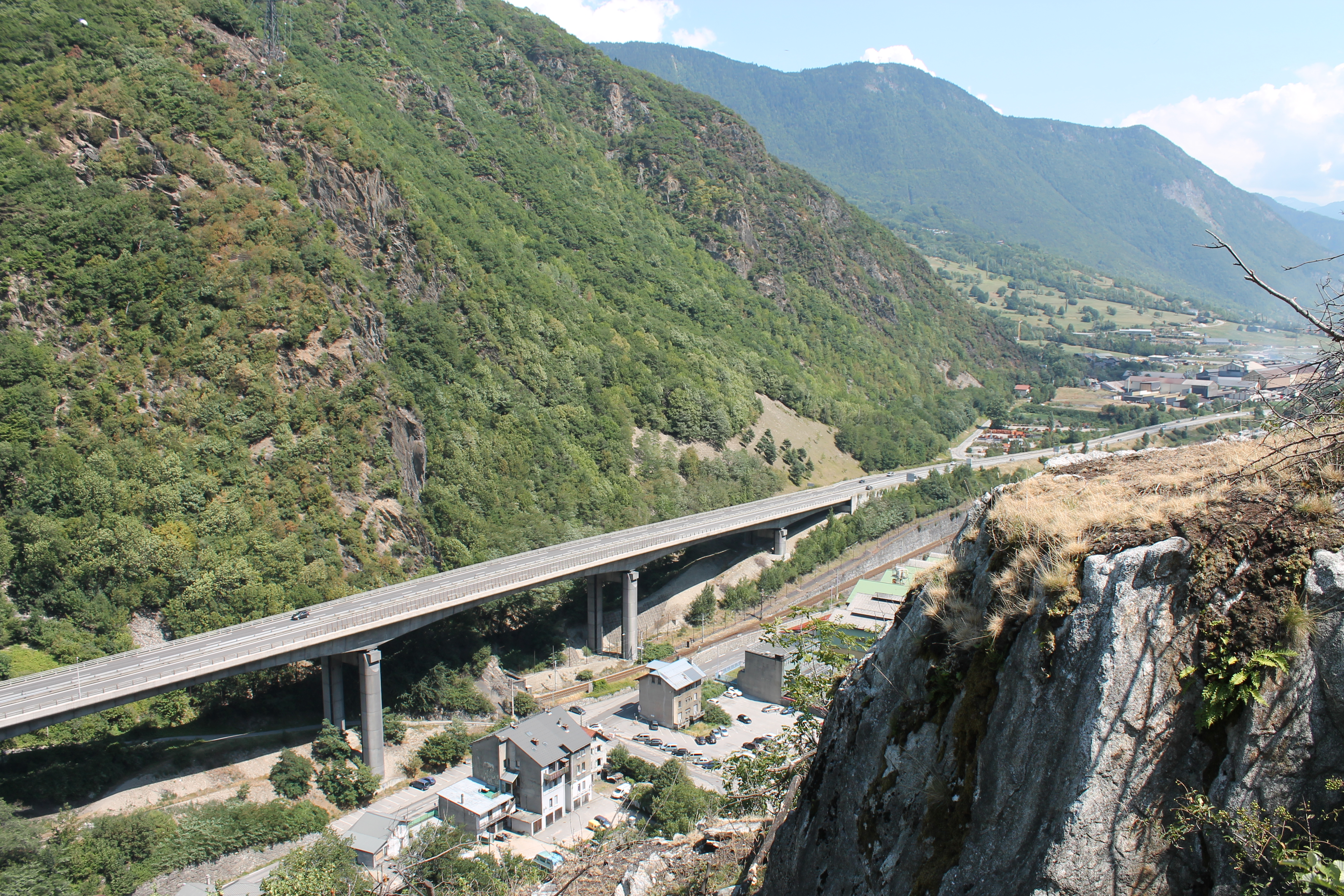
Viaduc du Champ-du-Comte (à gauche) et en arrière-plan l'usine FERROPEM de Château-Feuillet, vue depuis le château de Briançon (été 2018).

Site pionnier de la houille blanche, s'il en est, que celui de l'usine de Notre-Dame-de Briançon, en basse Tarentaise (commune de la Léchère depuis la fusion de 1972). Non seulement par la date de création de l'usine (1898) mais encore par sa spécialisation, en première mondiale, dans le carbure de calcium, base de la carbochimie. L'établissement n'aurait pas survécu à l'obsolescence de cette branche victime de  la pétrochimie s'il n'avait très précocement développé, par intégration technique, sa filière des électrodes de carbone dont devait finalement hériter la firme américaine Union Carbide sous le nom de Carbone Savoie. L'actuel fonds de retournement est appelé à  maintenir les 250 emplois actuels (jusqu'à mille auparavant).

#### Les origines
Notre-Dame-de-Briançon est le nom qui doit rester attaché à une histoire industrielle que l'on peut considérer d'une importance exceptionnelle.

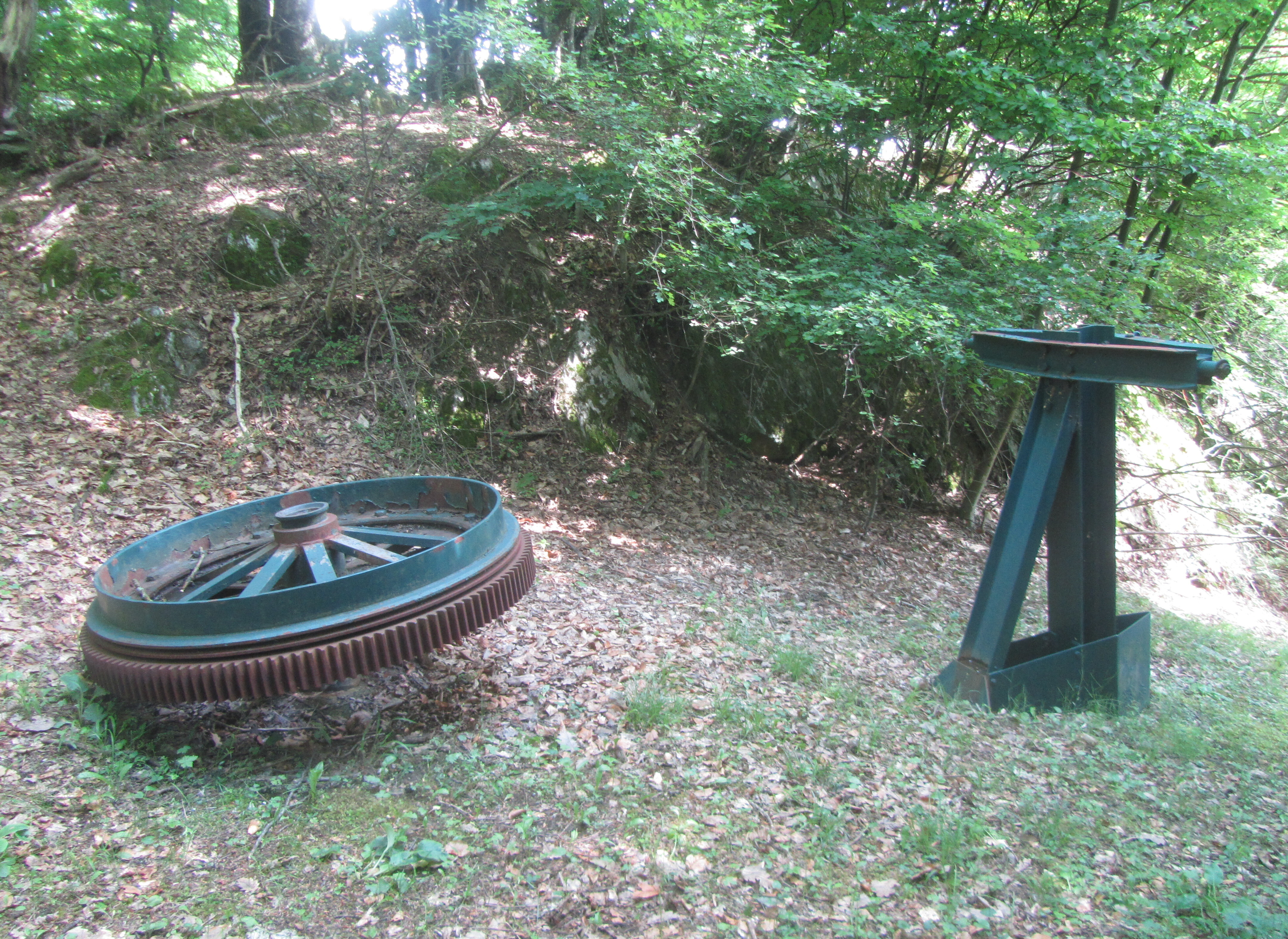
Le téléporteur du Cudray : ce qu'il en reste. Il a permis d'aménager la centrale hydroélectrique de l'usine de NDB à l'altitude de la prise d'eau sur l'Eau Rousse.

C’est, en effet, sur ce site qu’ont porté leur choix Moissan qui dispute à l’américain Wilson le titre d’inventeur du carbure de calcium et Bullier son plus proche collaborateur. On ne saurait sous-estimer l’importance de l’événement car ce carbure a été à la base de la carbochimie et donc de l’industrie liée à la chimie organique et devait le rester jusqu’au développement de la filière pétrochimique dans la deuxième moitié du XXe siècle. Or Notre-Dame-de-Briançon est la première usine conçue et réalisée spécialement pour cette fabrication. La basse Tarentaise présentait des conditions optimales. D’une part, elle venait d’être desservie par la voie ferrée, prolongée en 1893 d’Albertville à Moûtiers.D’autre part, à défaut de pouvoir équiper la trop faible pente de l’Isère, l’Eau Rousse, son affluent de rive gauche, détournée de sa gorge de raccordement, a pu être équipée d’une chute de 224 mètres avec un débit de 2 m3/s. Cette centrale est toujours en activité avec une puissance installée de 3,8 MW et un productible annuel de 17 GWh. Quand elle s’est avérée insuffisante, il a été possible de la seconder dès 1899 par la centrale de La Rageat, sur le doron des Belleville, distante de 13 km, elle aussi toujours en service sous une chute de 361 mètres avec un débit de 4 m3/s, une puissance installée de 13 MW et un productible de 43 GWh.

#### L’évolution jusqu'à la Seconde Guerre mondiale

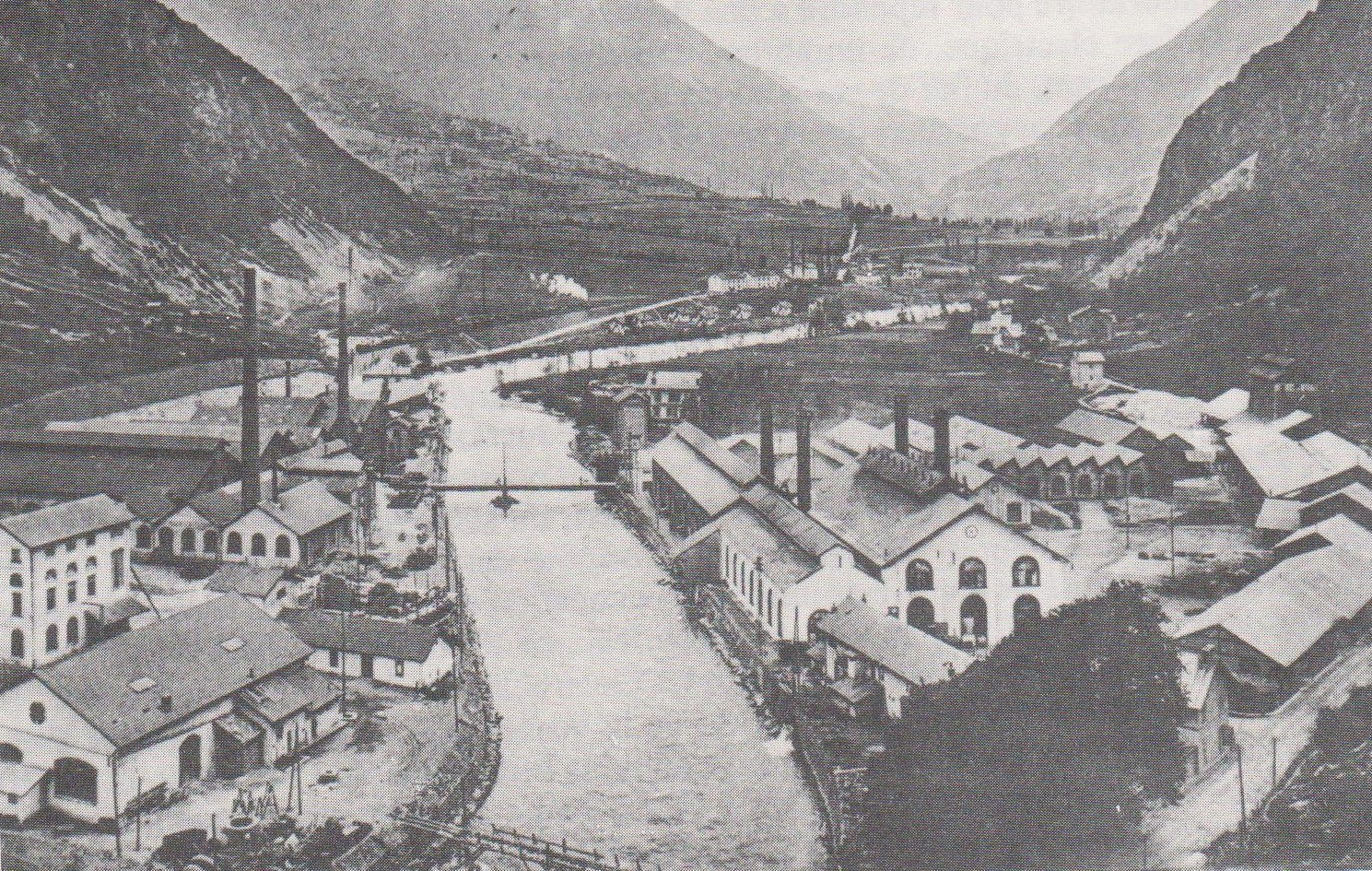
Usine de ND de Briançon en 1920. A droite (rive gauche de l'Isère), la centrale électrique et le carbure, à gauche les produits azotés.

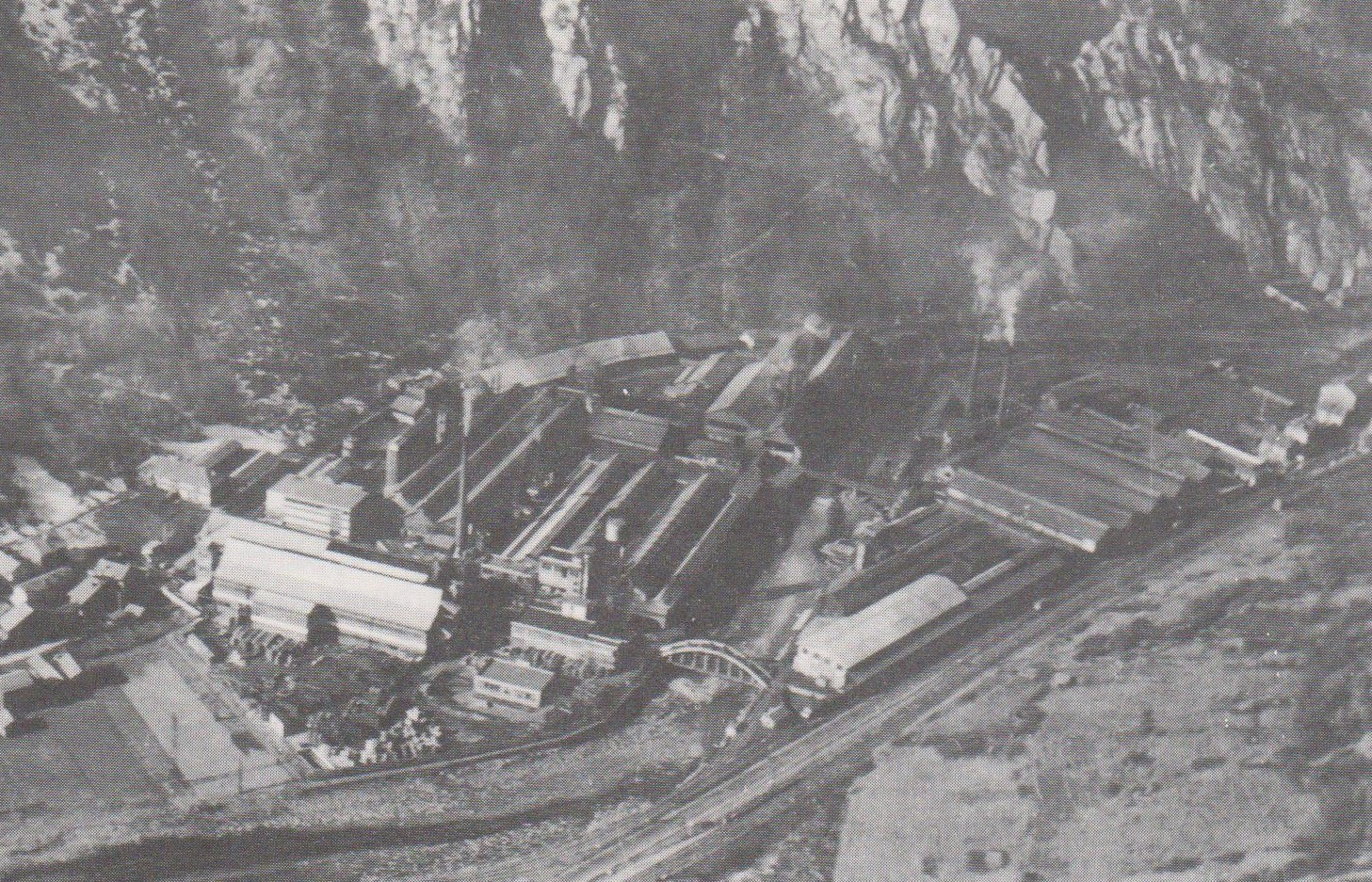
Usines de ND de Briançon en 1960. La CISA à gauche (rive gauche de l'Isère) la SERS à droite (rive droite).

Ainsi fut fondée la Société des carbures métalliques dont la fabrication devait être ininterrompue de 1898 à 1962. Son empreinte devait marquer durablement la vallée car elle était complétée par un atelier d’acétylène et pendant la Seconde Guerre mondiale la lampe à acétylène a souvent pallié les nombreuses défaillances du réseau. Le carbure étant commercialisé en bidons métalliques, ceux-ci ou leurs couvercles, transformés en tôles, ont servi de toitures à bien des baraquements de fortune. De façon moins anecdotique, on a assisté à une intégration technique car, dans un souci d’autonomie, a été lancée une fabrication d’électrodes de carbone dont étaient équipés les fours de carbure de calcium. L’approvisionnement était favorisé par la proximité des mines d’anthracite de La Mure, en Isère, matière première de ces électrodes. En outre, en 1906 fut ouvert un atelier de cyanamide calcique, engrais azoté mis au point par Henry Gall, membre fondateur de la Société des Carbures, temporairement reconverti en fabrication d’explosifs pendant la Grande Guerre. Il a été édifié en rive droite de l’Isère, face au « Carbure », implanté en rive gauche à côté de la centrale électrique. En 1920, de la fusion entre la Société des Carbures et celle des Electrodes est née la S.E.S (Société des électrodes de la Savoie). Cette dernière était désireuse de consolider sa présence sur le marché, encore très modeste dans le haut de gamme, des électrodes graphitées. D’où la décision de développer ce département en association avec la société américaine détentrice du brevet Acheson : en 1932, naissait ainsi la Compagnie industrielle Savoie-Acheson (C.I.S.A).La rive gauche de l’Isère s’enrichit ainsi de nouveaux bâtiments. On prit l’habitude d’aller travailler « aux Américains ». Les deux établissements employaient 750 personnes en 1939.

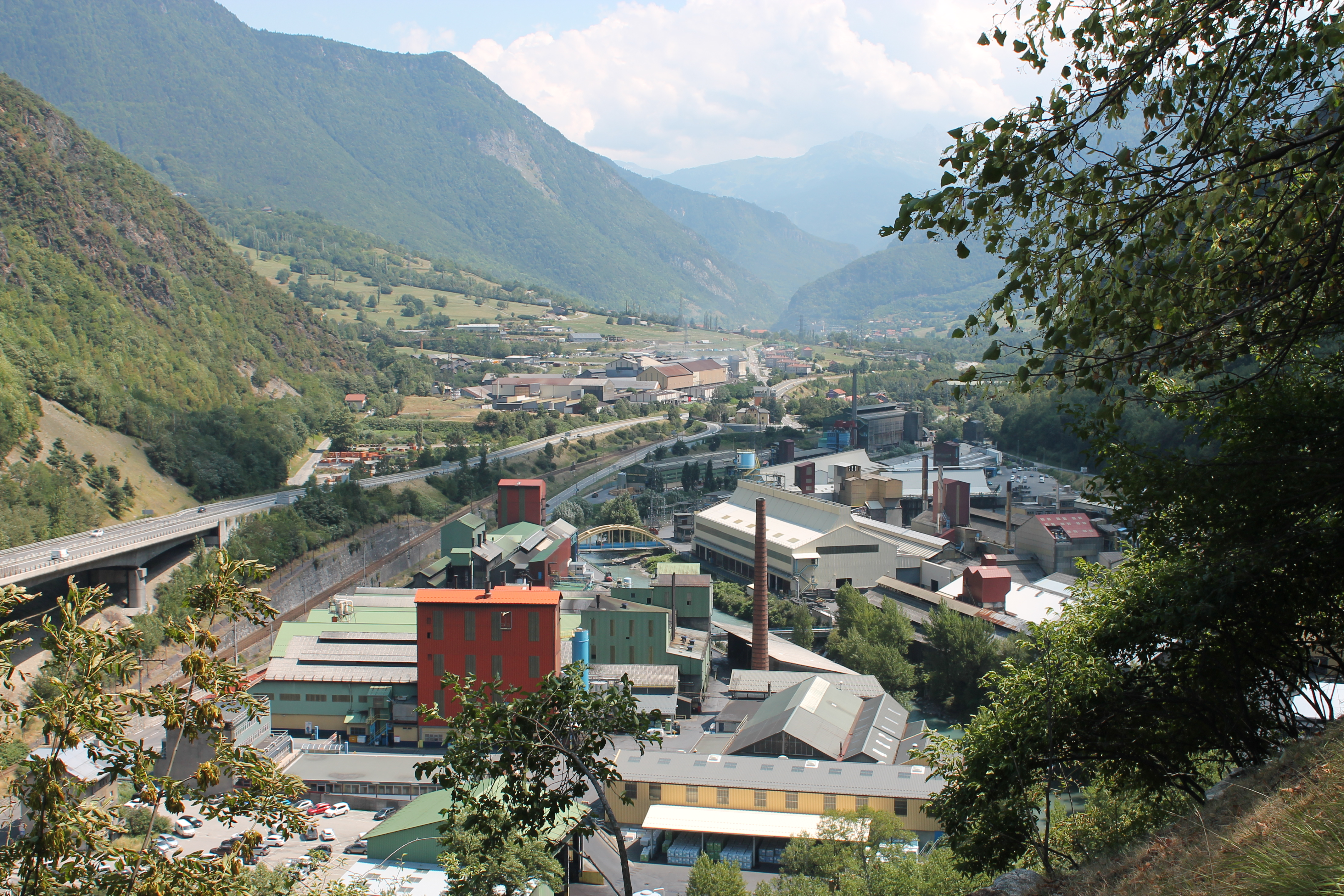
Au premier plan l'usine Carbone Savoie et au second-plan, à gauche, Petit-Cœur. Sur la gauche le viaduc du Champ-du-Comte. Vue depuis le château de Briançon (été 2018).

#### Les Trente Glorieuses: essor de la production
Elles ont été un véritable âge d’or pour les usines de Notre-Dame-de-Briançon. D’une part, nos industriels ont réalisé au lendemain de la Seconde Guerre mondiale que les produits carbonés pouvaient aussi bien être utilisés en tant que produits réfractaires  pour leur bonne tenue à haute température : c’est la firme de Wendel elle-même qui a souhaité équiper ainsi creusets et étalages  c’est-à-dire la base de ses  hauts-fourneaux et elle a directement incité  la direction de la SES à prendre cette nouvelle orientation. L’importance prise par ce débouché a justifié en 1952 son changement de raison sociale : elle est devenue la SERS (Société des Electrodes et Réfractaires de la Savoie). C’est une grande fierté pour Notre-Dame-de-Briançon que d’avoir équipé les complexes sidérurgiques les plus modernes de l’époque comme Sidmar, aux portes de Gand, en Belgique, et Usinor, à Dunkerque. D’autre part, le marché des électrodes a poursuivi sa progression. La SERS est devenue la servante de l’industrie de l’aluminium, essentiellement pour la fourniture de cathodes. On peut prendre la mesure de cette croissance en observant la courbe des tonnages de produits malaxés (dernier stade de fabrication commun aux divers ateliers de la SERS) : ils ont plus que septuplés entre 1950 et 1970.  L’exportation de l’ensemble des productions représentait 55 % des ventes totales au début des années 1970, bien davantage encore pour les seules cathodes. La CISA, devenue Union Carbide France (UCF) en 1971, affichait des performances voisines pour ses ventes de produits graphités.

#### Le recrutement du personnel
Le recrutement du personnel s’est posé dès l’origine. Les deux communes de Notre-Dame-de-Briançon et de Petit-Cœur totalisaient 418 habitants en 1896 et la paysannerie locale du bassin d’Aigueblanche était difficile à mobiliser car c’est à la belle saison que sa présence était le plus requise sur l’exploitation. Elle se serait accommodée d’un travail saisonnier pendant l’hiver. Hormis les cadres, il ne fallait pas compter sur l’immigration de l’intérieur de l’Hexagone. Il faut toutefois signaler une exception notoire : le métallurgiste Antoine Croizat. Son fils Ambroise, né en 1901 à Notre-Dame-de-Briançon, devait compter parmi les personnalités de premier plan du parti communiste. Devenu ministre du Travail de 1945 à 1947, il est considéré comme le fondateur de la Sécurité Sociale. La ville de Moûtiers devait le choisir comme éponyme de son lycée. Il a donc été fait appel massivement à l’immigration italienne. Aux Piémontais très majoritaires jusqu’au lendemain de la Grande-Guerre ont succédé de nombreux ouvriers originaires de la Vénétie et du Frioul, régions durement éprouvées parce que situées sur le front austro-italien pendant le conflit En ajoutant les 250  du personnel de l’usine contiguë de Château-Feuillet, on comptait un millier d’ouvriers sur le même site en 1939.
En 1975, ils étaient encore 596 à Union-Carbide et 469 à la SERS, soit un total de 1 065. De profonds changements surviennent dans le recrutement, depuis la Seconde Guerre mondiale. Alors s’est d’abord confirmé le mouvement amorcé dès avant 1939. Les mesures sociales du Front populaire (congés payés, semaine de quarante heures) avaient rendu plus attractif le travail salarié en usine et surtout plus compatible avec la tenue d’une exploitation agricole. Si la Seconde Guerre mondiale a marqué un temps d’arrêt dans ce mouvement, on a assisté pendant les années 1950 à une explosion du nombre d’ouvriers-paysans, particulièrement intéressés par le fonctionnement en trois équipes de huit heures. L’aire de recrutement, grâce aux services d’autocars communs aux usines s’est élargie à de nombreuses communes, y compris celles de montagne. Sont mises à contribution non seulement celles du bassin d’Aigueblanche et celles de basse Tarentaise mais également celles du Berceau tarin, autour d’Aime au prix de migrations-alternantes très éprouvantes.
La situation était très différente au début des années 1970 par la conjonction de deux phénomènes. D’une part, la politique de logement des industriels avait d’abord favorisé le rassemblement de la main-d’œuvre à proximité des usines. Les constructions formaient ainsi une longue traînée sur le fond de vallée sous forme d’immeubles ou même à Petit-Cœur, d’une cité à laquelle la pollution avait valu le surnom de quartier nègre. La population ouvrière s’est d’autant plus lassée de ce voisinage que les halls de fabrication dévoraient davantage d’espace. Elle était plus encore désireuse de fuir les fumées et poussières des cheminées d’usine. Devenue plus mobile grâce à la bicyclette et à la voiture, elle souhaitait échapper à la présence obsédante du cadre de travail en prenant ses aises dans un cadre champêtre. D’autre part, on a assisté à un profond changement des mentalités dans le monde des ouvriers-paysans. Ceux-ci, lassés par les épuisantes migrations alternantes, de moins en moins convaincus des bénéfices de la double activité,  ont choisi de se fixer en fond de vallée. Ces deux mouvements convergents se sont traduits par une évolution inverse. Les communes de Notre-Dame-de-Briançon et de Petit-Cœur marquent un fort déclin démographique : la population de Notre-Dame-de-Briançon est passée de 1 261 habitants en 1954 à 732 en 1975, celle de Petit-Cœur de 1 033 à 712 dans la même période. Les grandes bénéficiaires ont été les communes d’Aigueblanche, Bellecombe et Grand-Cœur qui totalisaient 2 502 en 1975 contre 1 098 en 1946.

#### Le redéploiement
Au début des années 1970, le site de Notre-Dame-de-Briançon est apparu trop exigu pour répondre aux exigences de la croissance. Il a donc fallu songer au redéploiement géographique. Cette tendance avait déjà été amorcée par la SES dès 1935 : une opportunité avait été alors saisie de prendre le relais à Vénissieux, en banlieue lyonnaise d’une Société Française des Electrodes en faillite. Faute de place, au début des années 1970, les deux tiers des produits filés à Notre-Dame-de-Briançon y étaient cuits et usinés. Mais en cette période des Trente Glorieuses s’ouvrent des perspectives mondiales : l’avenir est en bord de mer. La SERS s’est redéployée à Port-de-Bouc en 1973 et a créé une filiale au Japon  dans l’île de Shikoku en 1974 en association avec la société Showa-Denko : Showa-Savoie. De son côté, Union-Carbide a décidé de créer un nouvel établissement à Calais. Ces stratégies de littoralisation semblent toutefois compatibles avec la survie des usines savoyardes qui conservent les fabrications les plus élaborées : l’atelier ouvert par la SERS  à Port-de-Bouc est consacré aux seuls produits crus, première phase de la fabrication ; et  à Calais à partir de 1976  UCF ne produit que les électrodes de plus gros diamètre, entre 450 et 500 mm dont la moitié sera exportée.

#### Quelle stratégie de survie?
Le destin des usines savoyardes après les Trente Glorieuses semble lié au déplacement des centres de décision. Le bilan établi au milieu des années 1980 reste positif. En 1985, la SERS emploie 384 salariés, UCF 370 soit au total 754. Le recul semble considérable depuis 1975 où l’on en comptait 1 065. Mais à la SERS les décisions sont toujours de la responsabilité du groupe Pechiney dans lequel elle a été intégrée depuis la formation du groupe PUK en 1972. Un gros effort de modernisation a été engagé. Il a porté à la fois sur l’automatisation des tâches aux différents stades d’élaboration et sur l’adoption d’une nouvelle technologie dans la calcination de l’anthracite avec d’énormes économies de dépenses d’énergie, une accélération du processus et une meilleure homogénéité des produits finis. Les conditions de travail ont été considérablement assainies et les nuisances sur l’environnement fortement diminuées. UCF semble s’engager également dans le renouvellement de ses fabrications en s’entourant d’un certain mystère.

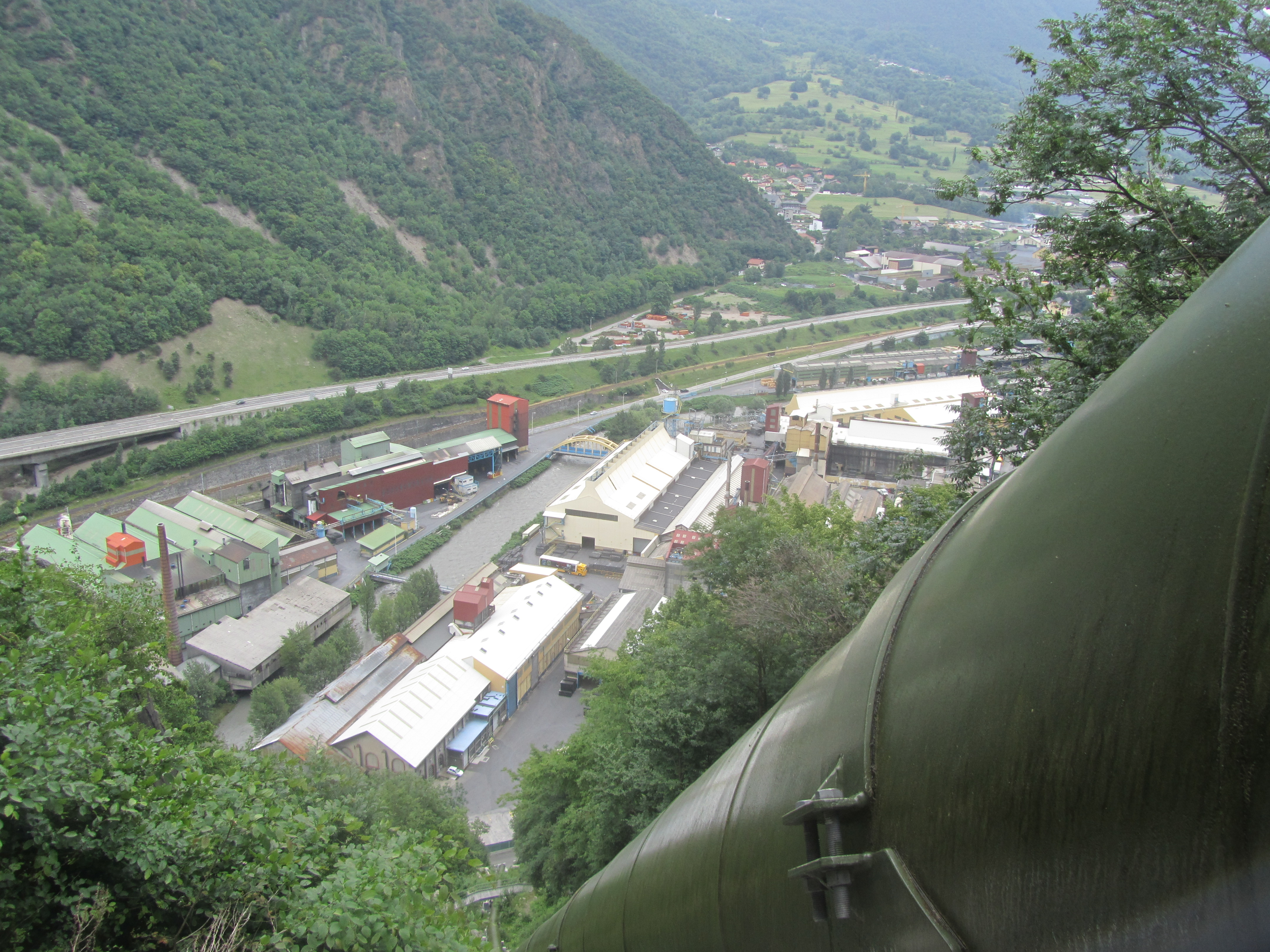
Partie amont des bâtiments de Carbone Savoie en 2018. A droite la conduite forcée

Les transformations intervenues dès la fin du XXe siècle donnent un peu le tournis. Tous les espoirs semblaient encore permis lorsque la SERS s’est donné le nouveau nom de Carbone Savoie en 1993. Quand elle a été rachetée par le groupe Union-Carbide, les deux usines n’en formaient désormais plus qu’une mais Pechiney conservait encore 30 % du capital de la filiale dénommée UCAR. En 2004, sont larguées les dernière amarres avec les intérêts traditionnels lors du rachat de Notre-Dame-de-Briançon par le Canadien ALCAN racheté à son tour en 2007 par Rio-Tinto, leader mondial de la production d’aluminium. Notre usine savoyarde ne pèse désormais plus très lourd dans la stratégie de ce géant mondial. L’effectif employé est tombé à 602 (665 en ajoutant Vénissieux) en 2005 puis à 386 (496 avec Vénissieux) en 2010. Non seulement tous les investissements cessent mais certains ateliers sont fermés. Cette chronique d’une fermeture annoncée prend les dimensions d’une affaire nationale avec une forte mobilisation syndicale à l’initiative du responsable syndical Jean-Luc Pozzalo, concrétisée par la venue sur le terrain de Laurent Berger, nouveau secrétaire de la CFDT. Les pouvoirs politiques ne peuvent se désintéresser de l’affaire : ils sont à l’origine du rachat de Carbone-Savoie par le fonds de retournement Alandia Industries en 2016. A cette date, il y va du maintien de 285 emplois à Notre-Dame-de-Briançon (391 en comptant Vénissieux). Par-delà le devenir de Carbone-Savoie a été organisée à Notre-Dame-de-Briançon une conférence sur le thème de « la défense de la filière des métaux dont l’aluminium en France et en Europe » en présence du très médiatique député européen Edouard Martin.
Est-il possible d’évaluer les chances de réussite du renflouement de Carbone-Savoie et de sauver les 251 emplois actuels (345 avec Vénissieux) ? La direction se montre confiante, et affiche des résultats flatteurs avec un chiffre d’affaires de 95 millions d’euros. Elle mise sur la qualité exceptionnelle de ses fabrications qui lui valent la fidélité de ses 90 clients répartis sur les cinq continents. Une comparaison entre les cartes de 1970 et 2017 en fait foi. Non seulement nombre d’anciens clients sont restés fidèles à leur fournisseur traditionnel mais de nouveaux ont été gagnés en Asie surtout (Etats du golfe arabo-persique, Inde). Au total, 95 % du chiffre d’affaires est réalisé à l’exportation. Carbone Savoie se taille environ 20 % du marché mondial en matière de fournitures cathodiques. Mais de nombreux concurrents sont aux aguets en Russie, en Chine, en Angleterre, au Japon, en Pologne. Le maintien de la compétitivité est entre les mains du laboratoire de recherches de Vénissieux. La prudence commande par ailleurs de s’assurer des relais de croissance dans un autre domaine que les cuves d’électrolyse de l’aluminium où Rio Tinto avait cantonné exclusivement Carbone-Savoie depuis 2006.

### Tourisme

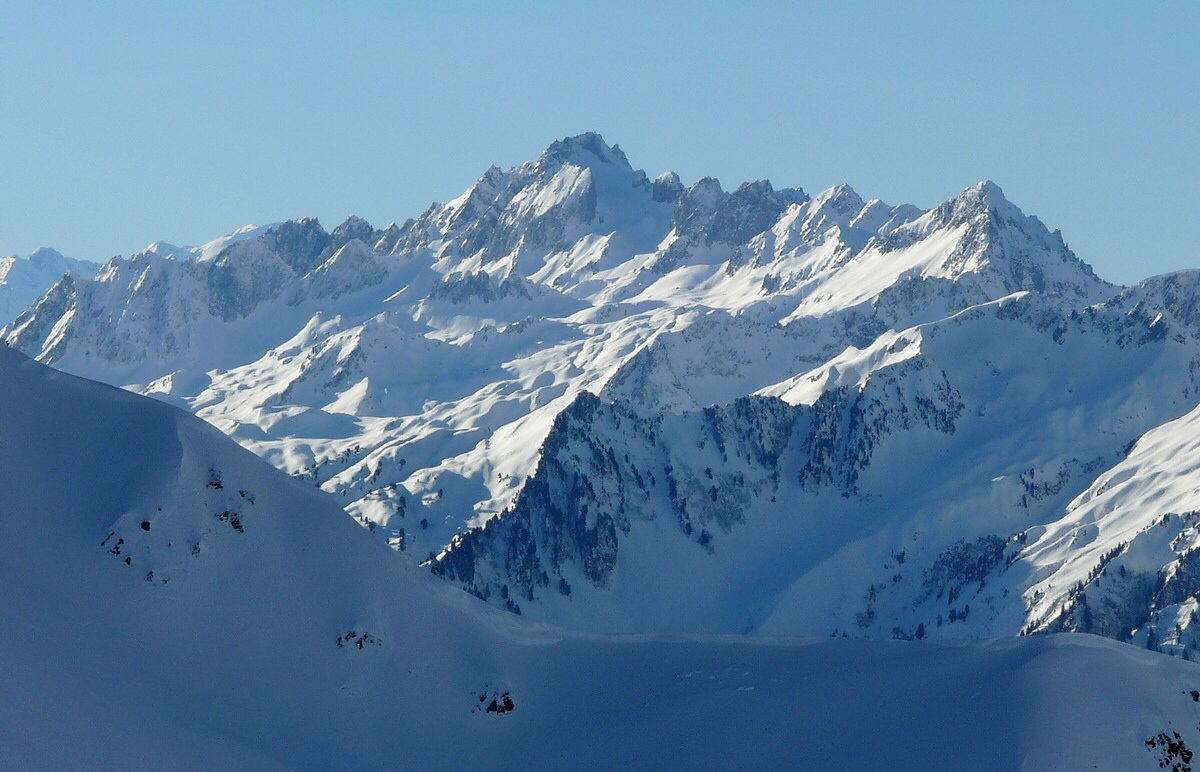
Vue sur le Grand pic de la Lauzière, point culminant de la commune, et son glacier.

Les communes de La Léchère possèdent de nombreux atouts touristiques dont une station thermale réputée pour ses soins en phlébologie et en rhumatologie, mais aussi pour son Spa inauguré en 2012.
Station de ski de Valmorel et de Doucy-Combelouvière, le massif de la Lauzière, le Grand pic de la Lauzière (2 829 m) randonnée pédestre, raquettes, ski de randonnée. Nâves, grâce à de hauts plateaux enneigés, accueille des activités de ski nordique.
Le col de la Madeleine draine de nombreux fans du Tour de France.
Canyoning sur le Nant de Pussy et de l'Eau Rousse, provenant de la Vallée du col de Celliers, visites à la ferme, cyclotourisme, mototourisme variante de la route des Grandes Alpes, escalade dans le massif de la Lauzière ou randonnée dans les vallées donnant sur le Beaufortain..
Le centre nautique de Bellecombe, draine de nombreuses écoles locales pour les locaux, mais aussi des touristes en été. Un camping est d'ailleurs construit à proximité.
Depuis quelques années une association veut protéger de toute activité humaine le versant tarin du Beaufortain allant des communes de la Bâthie à la Léchère, afin de protéger ce site exceptionnel notamment des velléités de la station d'Arêche-Beaufort souhaitant s'étendre sur ce versant du massif.
En effet, il s'agit la d'un adret vierge de toute infrastructure touristique lourde, et d'une grande qualité écologique avec de nombreux secteurs de grand intérêt tels que le col de la Bâthie offrant une vue imprenable sur le mont Blanc, la vallée de la Grande Maison ou encore les lacs de la Tempête au pied du Grand Mont.
En 2014, la capacité d'accueil de la station, estimée par l'organisme Savoie-Mont-Blanc, est de 6 185 lits touristiques répartis dans 912 établissements. Les hébergements se répartissent comme suit : 222 meublés, trois résidences de tourisme, six hôtels, deux centres ou villages de vacances ou maisons familiales, cinq refuges ou gîtes d'étape. Pour la station Doucy-Combelouvière, les chiffres sont de 2 439 lits répartis dans 246 structures. Les hébergements se répartissent comme suit : 47 meublés, deux résidences de tourisme, deux centres ou villages de vacances ou maisons familiales.

## Culture et patrimoine

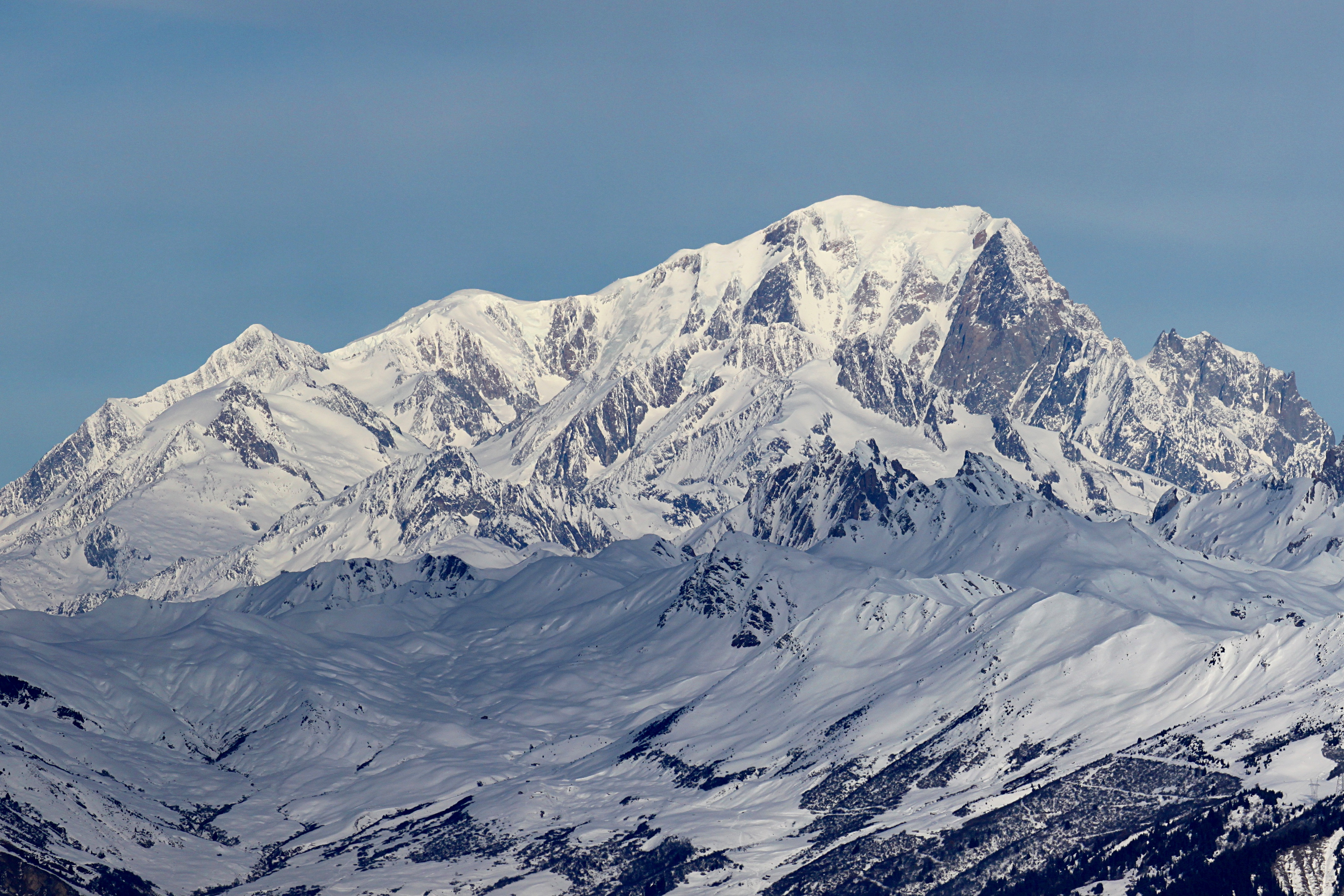
Vue depuis le col de la Madeleine sur le plateau de Nâves (commune de La Léchère) et le mont Blanc.

### Lieux et monuments

#### Patrimoine médiéval
- Le château de Briançon : ancien château fort du IXe siècle, au Moyen Âge, centre de la seigneurie de Briançon, élevée au rang de vicomté au XVIe siècle, puis en marquisat en 1680, aujourd'hui en ruines.
- le château de Petit-Cœur, dite tour de Boson[53] ou tour de La Motte, citée le 10 juin 1447.
- Le château du Feuillet.
- Le donjon de Pussy.

#### Patrimoine religieux

Églises et chapelles
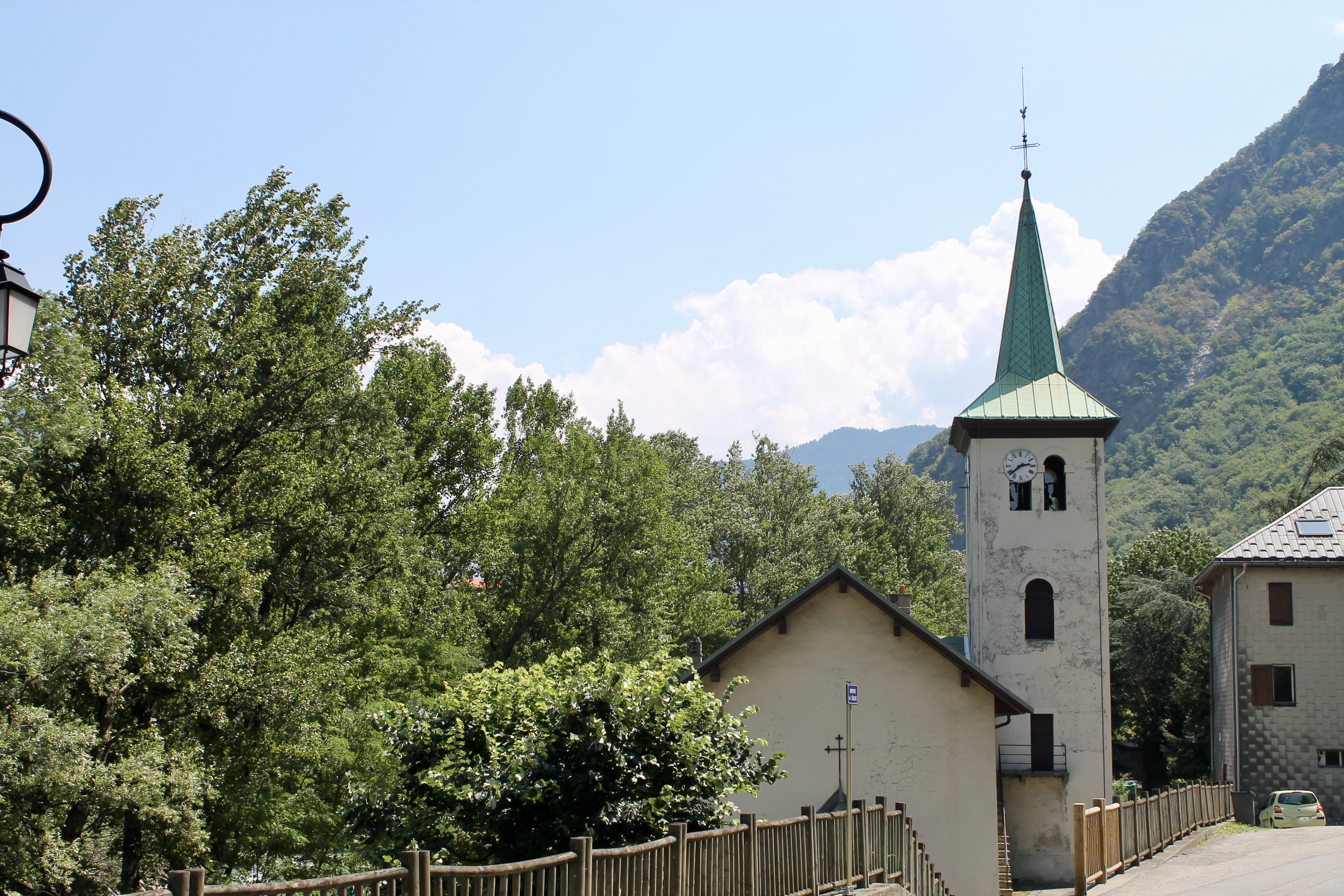
Église de la Nativité-de-la-Vierge de Notre-Dame-de-Briançon.
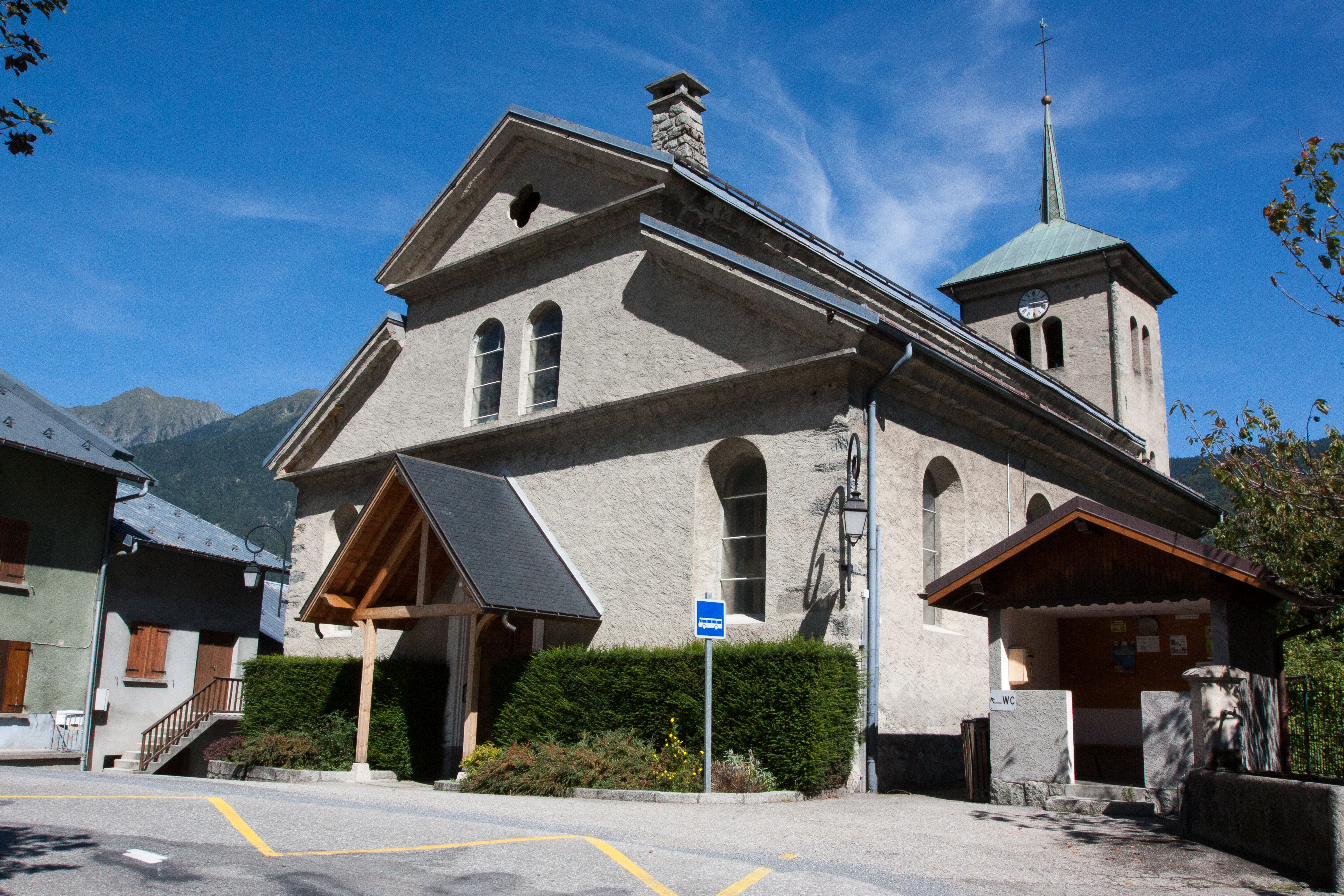
Église Saint-Jean-Baptiste de Pussy.
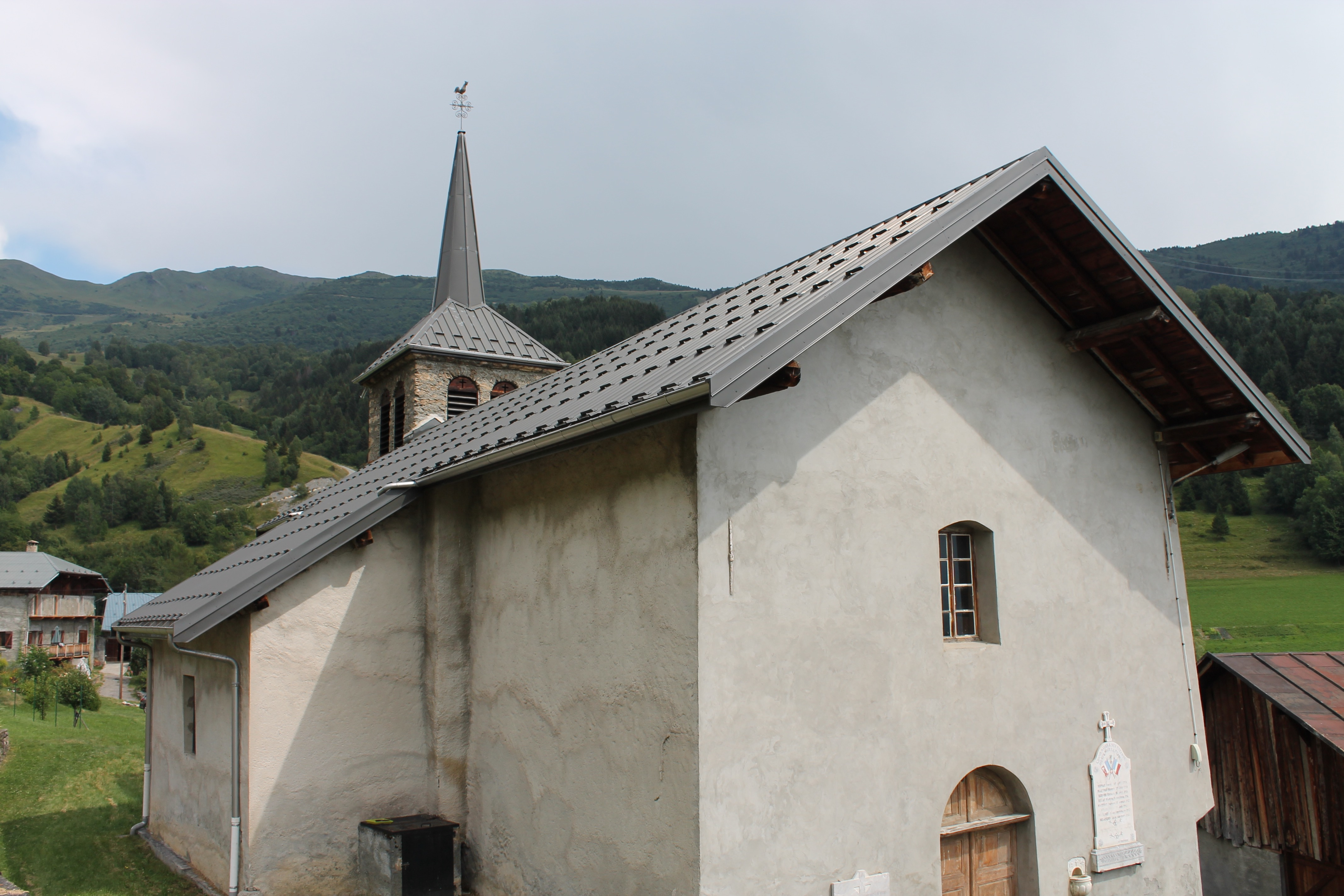
Église Saint-Germain de Grand Nâves.
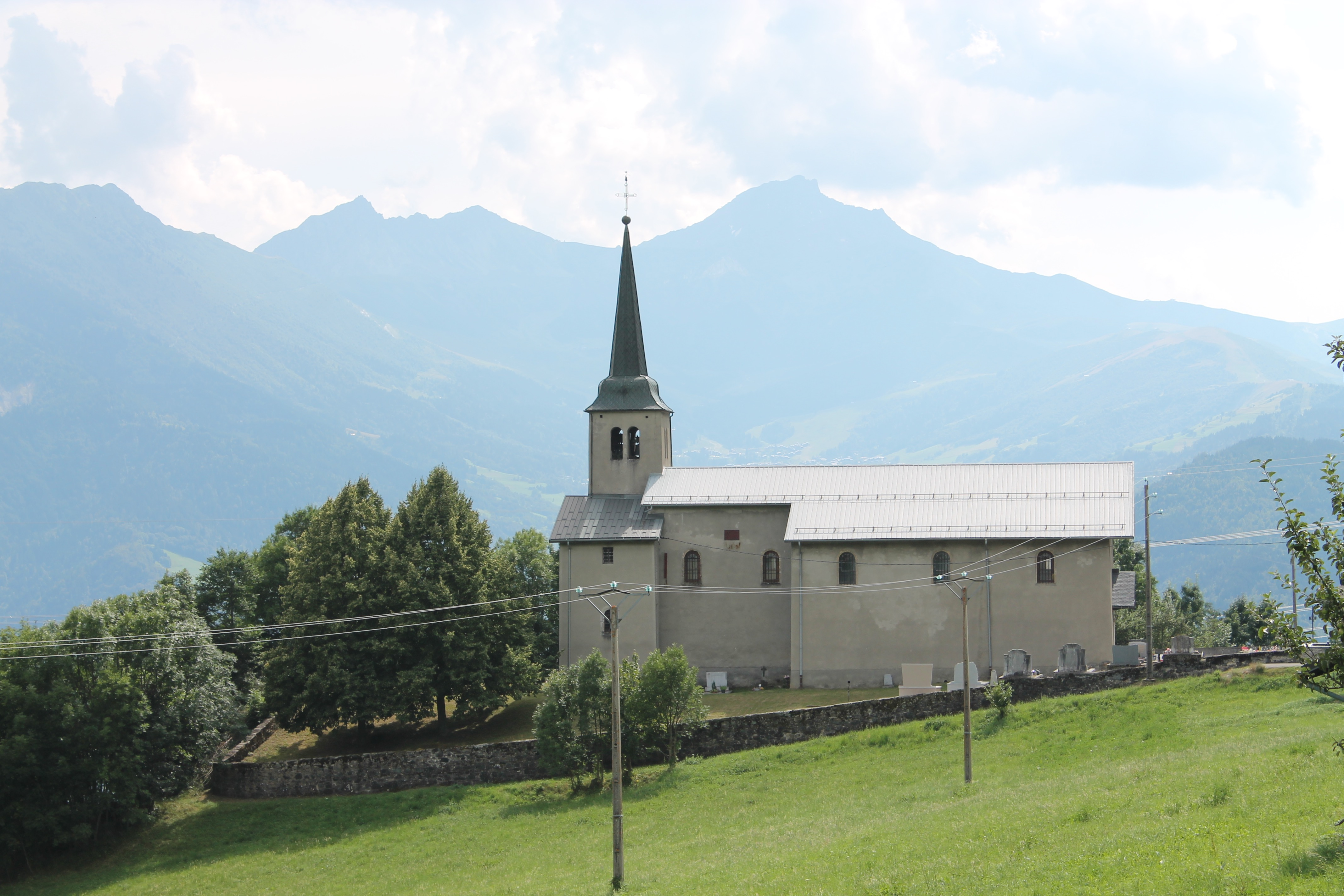
Église Saint-Pierre de Nâves-Fontaine.

Églises
- Église Saint-André de Doucy (XVIIe siècle, XIXe siècle), dans un style baroque[54],[55] ;
- Église de la Nativité-de-la-Vierge de Notre-Dame-de-Briançon ;
- Église Saint-Germain de Grand Nâves ;
- Église Saint-Pierre de Nâves-Fontaine, à la fin du XVIIe siècle, dans un style baroque[56] ;
- Église de l'Assomption de Celliers ;
- Église Saint-Eusèbe de Petit-Cœur, probable reconstruction de la fin du XVIIe siècle ;
- Église Saint-Jean-Baptiste de Pussy, rebâtie au XVIIe siècle.

Chapelles
- Chapelle Notre-Dame à Grand Nâves ;
- Chapelle de Molençon ;
- Chapelle de Ronchat ;
- Chapelle Saint-Jacques au Villaret ;
- Chapelle Saint-Michel-Archange à Raclaz.

#### Autres curiosités
- les thermes ;
- le col de la Madeleine ;
- le refuge du Nant du Beurre ;

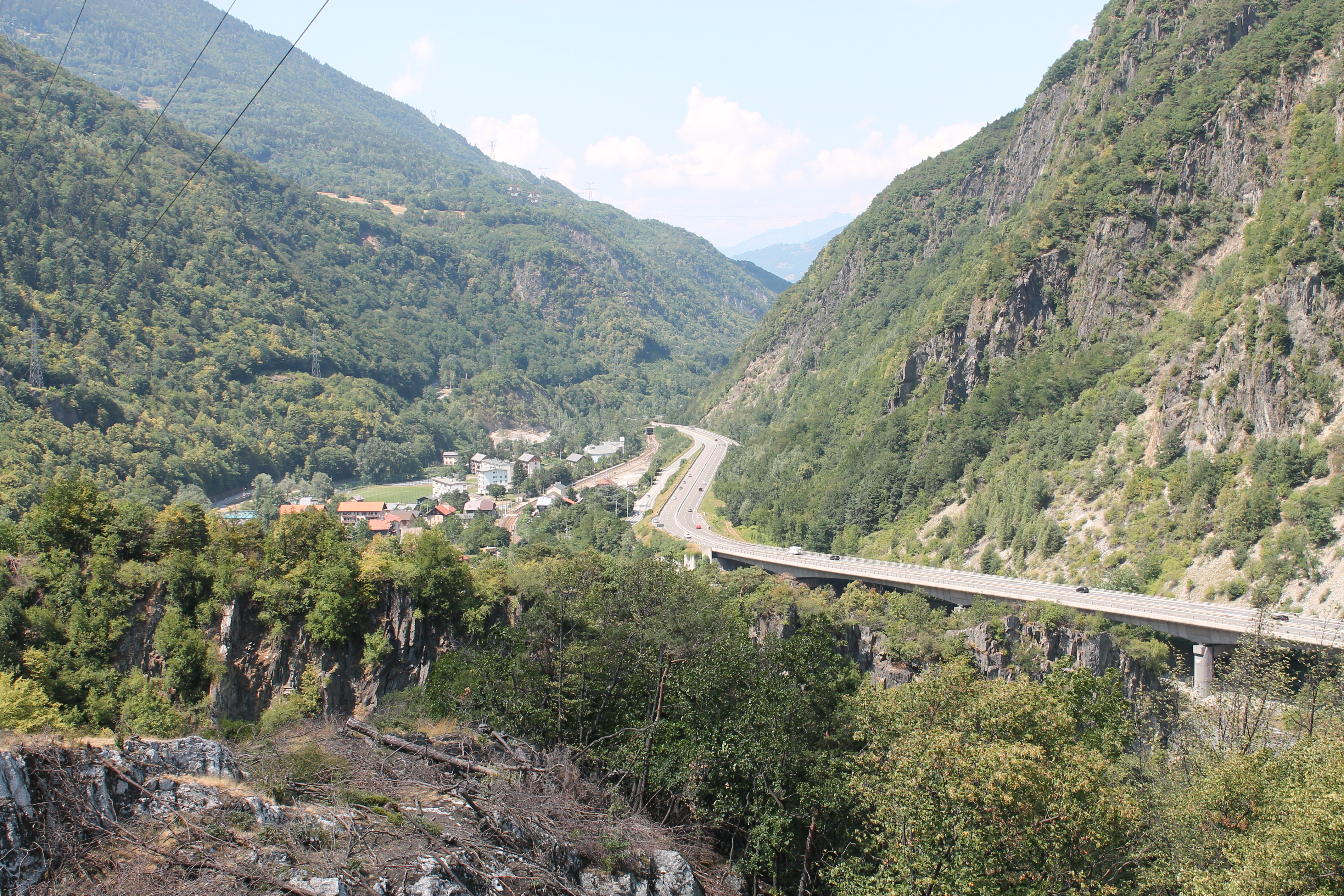
Vestiges de l'enceinte du château de Briançon. En arrière-plan, à gauche Notre-Dame-de-Briançon et à droite le viaduc du Champ-du-Comte (La Léchère, 1989).

- le viaduc du Champ-du-Comte (1989)[57]

### Personnalités liées à la commune
- Famille de Briançon et sa branche cadette les Aigueblanche-Briançon.

Amédée de Foras, dans son Armorial et nobiliaire de l'ancien duché de Savoie, renvoie cette famulle vers les Montmayeur.
- Michel Guméry (1759-1809), homme politique, député à la Convention à partir de 1793 pour le Mont-Blanc.
- Charles Vincent Francois Pezet de Corval (1800–1861), né à Pussy, médecin-major au service du Grand-duché de Bade.
- Marcel Léger, homme politique (député).
- Ambroise Croizat (1901-1951), né à Notre-Dame-de-Briançon, fondateur de la sécurité sociale et du système des retraites en France, secrétaire général de la Fédération CGT des travailleurs de la métallurgie et ministre du Travail et de la Sécurité sociale de 1945 à 1947.